# ويغمبو

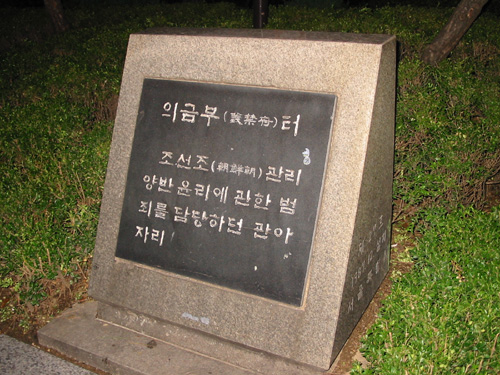
صورة للوحة عند موقع المكتب في مدينة سول.

ويغمبو (بالهانگل: 의금부 وبالهانجا: 義禁府، ويعني: مكتب التحقيق الملكي) هو أحد المكاتب الإدارية في عهد مملكة جوسون في كوريا. المكتب هو المسؤول عن التحقيق المباشر مع المجرمين بأمر من الملك أو المسؤولين المعينين من قبله.